# Корчина (Малопольське воєводство)
Корчина (пол. Korczyna) — село в Польщі, у гміні Беч Горлицького повіту Малопольського воєводства.
Населення — 990 осіб (2011).
У 1975-1998 роках село належало до Кросненського воєводства.

## Демографія
Демографічна структура станом на 31 березня 2011 року:
|          | Загалом | Допрацездатний вік | Працездатний вік | Постпрацездатний вік |
| -------- | ------- | ------------------ | ---------------- | -------------------- |
| Чоловіки | 481     | 118                | 298              | 65                   |
| Жінки    | 509     | 91                 | 298              | 120                  |
| Разом    | 990     | 209                | 596              | 185                  |